# اشك رضوان (مقاطعة فهرج)
اشك رضوان (بالفارسية: اشک رضوان) هي قرية تقع في البلدة المركزية في إيران. يقدر عدد سكانها بـ 15 نسمة بحسب إحصاء 2016.